# Конституционный референдум в Узбекистане (2002)
Первый в истории Узбекистана конституционный референдум состоялся 27 января 2002 года. Он является третьим (после референдумов 1991 и 1995 годов) всенародным референдумом в истории независимого Узбекистана. 
Конституция Республики Узбекистан была принята 8 декабря 1992 года. В течение 1990-х годов в Конституцию решением однопалатного Олий Мажлиса Республики Узбекистан вносились небольшие изменения и корректировки, не требующих проведения всенародного референдума. О необходимости введения двухпалатного Олий Мажлиса заговорил в 2001 году тогдашний президент Ислам Каримов, которого поддержали депутаты однопалатного Олий Мажлиса, состоявшего тогда из 250 депутатов. Последние парламентские выборы в Узбекистане к тому моменту состоялись в декабре 1999 года. Одновременно с решением вопроса о двухпалатном парламенте, было решено о персональном увеличении срока президентских полномочий действующего президента Ислама Каримова с пяти до семи лет, что давало действующему президенту Исламу Каримову находиться у власти до 2007 года, без проведения очередных президентских выборов в 2005 году — без увеличения срока, его полномочия истекали бы в начале 2005 года. Таким образом, на референдум были внесены два вопроса: о введении двухпалатного парламента, а также о персональном продлении полномочий президента Ислама Каримова с пяти до семи лет. 

## Итоги
По официальным данным ЦИК Республики Узбекистан, явка на референдуме составила 91,58 %, и оба вопроса были одобрены подавляющим большинством голосов избирателей. За введение двухпалатного парламента проголосовало 93,65 % против 6,35 %, а за продление президентских полномочий Ислама Каримова 91,78 % против 8,22 %. 
| Да или нет                          | Голосов    | Процент    |
| ----------------------------------- | ---------- | ---------- |
| Да                                  | 11 344 242 | 93,65 %    |
| Нет                                 | 768 828    | 6,35 %     |
| Всего голосов                       | 12 113 070 | 100,00 %   |
| Явка                                | 91,58 %    | 91,58 %    |
| Электорат                           | 13 266 602 | 13 266 602 |
| Источник: ЦИК Республики Узбекистан |            |            |

| Да или нет                          | Голосов    | Процент    |
| ----------------------------------- | ---------- | ---------- |
| Да                                  | 11 117 841 | 91,78 %    |
| Нет                                 | 995 229    | 8,22 %     |
| Всего голосов                       | 12 113 070 | 100,00 %   |
| Явка                                | 91,58 %    | 91,58 %    |
| Электорат                           | 13 266 602 | 13 266 602 |
| Источник: ЦИК Республики Узбекистан |            |            |

Референдум был подвергнут критике правозащитными организациями.